# Deutsche Sportkonferenz
Die Deutsche Sportkonferenz war zwischen dem  24. Juni 1970 und dem 18. April 1985 das paritätisch besetzte Koordinierungsorgan zwischen den staatlichen für den Sport zuständigen Organen (Bund, Länder und Gemeinden) und der Sportselbstverwaltung  (Deutscher Sportbund, Landessportbünde).  Die Konferenz bestand aus 32 Mitgliedern. Der Vorsitz wechselte zwischen dem Präsidenten des DSB (zunächst Wilhelm Kregel) und dem für den Sport zuständigen Bundesinnenminister (zunächst Hans-Dietrich Genscher). Da es in dieser Konferenz auf beiden Seiten vor allem Parteipolitiker waren, die den Ton angaben und im Konsens kaum zu finanzierende Vorschläge machten, wurde in der Folge auf staatlicher Seite 1977 die Sportministerkonferenz analog der Kultusministerkonferenz (ohne ständige Vertreter aus den Sportorganisationen) gegründet.
1970 bestand die Deutsche Sportkonferenz aus folgenden Mitgliedern:
- DSB-Präsidium: Willy Bokler (Wiesbaden), Dieter Buchholz (Hamburg), Hubert Claessen (Bonn), Jürgen Dieckert (Oldenburg), Hans Gmelin (Tübingen), Karl Hemberger (Aschaffenburg), Claus Heß (Würzburg), Inge Heuser (Wuppertal), Wilhelm Kregel (Celle), August Zeuner (Oberwesel)
- Fachverbände: Hermann Krag (München), Adolf Kulzinger (Hamburg), Dieter Mauritz (Wuppertal), Hermann Neuberger (Saarbrücken), Kurt Scherzer (Fürth), Bernhard Thiele (Bremen), Elmar Waterloh (Bonn)
- Landessportbünde: Fritz Bauer (Hamburg), Karl Bommes (Kiel), Willi Fritz (München), Hans-Helmut Kämmerer (Groß Auheim), Albert Lepa (Hannover), Gerhard Schlegel (Berlin), Willi Weyer (Hagen)
- Olympischer Bereich (NOK, DOG, Organisationskomitee für München): Max Danz (Kassel), Fritz Dietz (Frankfurt am Main), Adolf Heine (Isny), Walter Wülfing (Hannover)
- Aktive: Hans-Jürgen Bode (Hamburg), Almut Brömmel (München), Erhard Keller (Inzell)
- Sporthilfe: Josef Neckermann (Frankfurt am Main)